# Microvalgus termiticola
Microvalgus termiticola är en skalbaggsart som beskrevs av Louis Burgeon 1946. Microvalgus termiticola ingår i släktet Microvalgus och familjen Cetoniidae. Inga underarter finns listade i Catalogue of Life.